# 2012 UL
2012 UL est un astéroïde Apollon découvert en 2012.

## Caractéristiques
Sa distance minimale d'intersection de l'orbite terrestre est de 0,019 250 ua.